# Magnus Salmi
Magnus Salmi, född 4 mars 1974, är en svensk före detta ishockeyspelare som var med och blev svensk mästare med HV 71 säsongen 1994/1995. Magnus Salmi har även spelat i Elitserien för Västerås IK och Timrå IK. Inför säsongen 1995/1996 lämnade han HV71 för spel i Tranås AIF i Division 1. Han spelade därefter några säsonger för Halmstad Hammers i Allsvenskan. Har efter avslutad spelarkarriär påbörjat civil karriär och arbetar som regionchef på Ahlsell. 